# Побурка-Велика
Побурка-Велика (пол. Pobórka Wielka, нім. Groß Poburke) — село в Польщі, у гміні Білосліве Пільського повіту Великопольського воєводства.
Населення — 388 осіб (2011).
У 1975-1998 роках село належало до Пільського воєводства.

## Демографія
Демографічна структура станом на 31 березня 2011 року:
|          | Загалом | Допрацездатний вік | Працездатний вік | Постпрацездатний вік |
| -------- | ------- | ------------------ | ---------------- | -------------------- |
| Чоловіки | 190     | 49                 | 123              | 18                   |
| Жінки    | 198     | 58                 | 108              | 32                   |
| Разом    | 388     | 107                | 231              | 50                   |